# Musoles
Musoles és una família nobiliària assolada a València. Els seus membres van destacar des del segle xvii com a militars, juristes i magistrats, i familiars de la Inquisició.

## Història
Procedents d'una estirp de cavallers del Principat de Catalunya, el seu llinatge a València té el seu origen en la
conquesta del regne per Jaume I el Conqueridor. Després de la conquesta, una de les branques de la família s'instal·là a Benifairó de les Valls, possiblement als inicis del segle xvii consolidant-se com una de les principals famílies de la comarca del Camp de Morvedre. En aquesta localitat varen ocupar els principals càrrecs municipals al llarg dels segles XVIII i xix. Aconseguiren un gran ascens social a l'ombra dels Vives de Canyamàs, senyors de Faura i Benifairó de les Valls, treballant com a administradors dels béns del senyoriu. El 1965 els tres descendents d'aquesta branca dels Musoles (amb un membre de la branca de la ciutat de València) esdevingueren entre els set principals propietaris del térme de Benifairó de les Valls.
Durant la Guerra de Successió Espanyola, va destacar la figura de Jorge Musoles, terratinent i alferes del Rei, que va influir de manera determinant en que las villes de la jurisdicció de Morvedre optaren per la causa de Felip V.
En 1739, Joan Bautista Musoles va adquirir una plaça de regidor a l'Ajuntament de València, que els seus descendents conservaren fins a la caiguda de l'Antic Règim. Figura destacada de la família fou també el seu fill primogènit, Felip Musoles, magistrat de l'Audiència d'Aragó, de l'Audiència de València, Oïdor i Diputat a les Corts. Per ocupar ell la magistratura, el seu germà, Salvador Musoles, se'n va fer càrrec de la regidoria de València. El 29 de setembre de 1778, el rei Carles III d'Espanya va concedir el títol de Baró de Campo-Olivar a Bartolomé Musoles i Pastor, fill de Felip Musoles, Oïdor de l'Audiència de Castella. La denominació del títol corresponía al d'una extensa finca, propietat de la família, a Campo-Olivar, al municipi de Godella, pròxim a València. Els Musoles varen estar vinculats també a Mislata, senyoriu que va passar per molts hereus des de 1748 en què fou venut pel comte d'Aranda. Per extinció de la línia directa, el senyoriu i el títol de Baró de Mislata i La Moreria va passar al baró de Campo-Olivar en el segle xix. Durant aquesta època Diego Musoles Arramendia fou elegit diputat a les Corts espanyoles, en 1871.
Fernando Maria Musoles Martínez-Curt és l'actual Baró de Campo-Olivar, des de l'onze de març de 1994, any en què succeir a son pare, el baró Fernando María Musoles Barber (1917-1989). Balbino Musoles Frígola és l'actual Baró de Mislata i La Morería, des de 1978, any en què va succeir al seu germà José María Musoles Frígola.

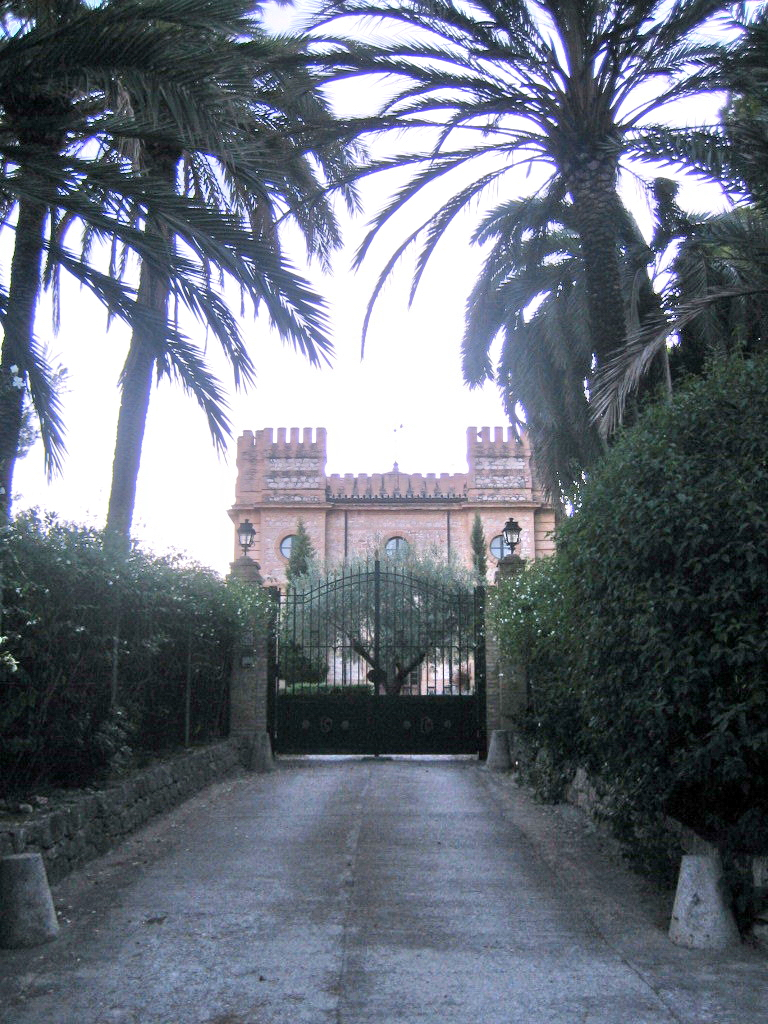
El Castell-Mas de Sant Ferran, a Campo-Olivar (Godella).

### Barons de Campolivar
- Bartolomé Musoles i Pastor, I Baró de Campo-Olivar (1778).
- José Felipe Musoles Esteve, II Baró de Campo-Olivar.
- Balbino Musoles Navarrete, III Baró de Campo-Olivar i Baró de Mislata i La Morería.
- Fernando Maria Musoles Arramendía, IV Baró de Campo-Olivar i Baró de Mislata i La Morería.
- Fernando Maria Musoles Martín, V Baró de Campo-Olivar (1911).
- Fernando Maria Musoles Barber, VI Baró de Campo-Olivar (1961).
- Fernando Maria Musoles Martínez-Curt, VII Baró de Campo-Olivar (1994).

### El palau del Baró de Campo-Olivar
A la ciutat de València, els Musoles s'assolaren des del segle xviii en una mansió d'inspiració barroca situada al carrer Governador Vell. A la segona meitat del segle xix es va realitzar una important intervenció, de la que destaquen les seves façanes. A l'interior del palau hi havia un ampli vestíbul amb zona de carruatges, sòcols de ceràmica, i l'escala amb balustrada de fusta i ferro del segle xviii. A la planta principal es pujava per l'escala de márbre il·luminada per una claraboia. En la planta noble es varen disposar quatre salons. En la façana lateral es trobava el jardí.
La casa va ser enderrocada als anys 1960 del segle xx.

### El castell-mas de Sant Ferran
A Campo-Olivar, al térme municipal de Godella, Fernando Musoles i Arramendía, Baró de Campo-Olivar i de Mislata i La Morería, va manar la construcció en 1864 del Castell-Mas de Sant Ferran, amb pedra encintada, porta de mig punt i finestra als laterals, entre dos torres. El castell formava part del conjunt del Mas de Sant Ferran.

## Lluís Guarner
Membre d'aquesta família fou també el poeta valencià Lluís Guarner Pérez i Musoles (1906-1986), oncle del professor Manuel Sanchis i Guarner. Fou l'últim membre de la família propietària d'una de les dues cases pairals dels Musoles a Benifairó de les Valls, que va heretar de sa mare. Avuí és propietat de Bancaixa/fundació Bankiai és coneguda com a «Casa Guarner», esplèndid llegat del Sr. Guarner a la seva terra, «Les Valls»", i a la cultura. L'altra, colindant i construït al mateix moment, és propietat particular, anomenada «Casa Mussoles».

## Bonilla: una saga de ginecòlegs
També pertanyen a aquesta família una eminent saga de ginecòlegs espanyols que va iniciar el 1918 el doctor i catedràtic Miguel Martí Pastor, i continuaren Francisco Bonilla Martí, nebot de l'anterior, el seu fill, Fernando Maria Bonilla-Musoles i el doctor Francisco Bonilla Bartret, fill de l'anterior.